# Гауссова оптика
Гауссова оптика — це техніка геометричної оптики яка описує поведінку світлових променів в оптичній системі з використанням параксіальної апроксимації, в якій приймаються до уваги лише ті промені які утворюють малі кути до оптичної осі. В цій апроксимації, тригонометричні функції можуть виражатися як лінійні функції кутів. Гауссова оптика застосовується до систем в яких всі оптичні поверхні пласкі або є частинами сфери. В такому випадку, можна задавати прості формули для розрахунку параметрів системи зображення, такі як фокусна відстань, збільшення і яскравість, в термінах геометричних форм і властивостей матеріалів складових елементів.
Гауссова оптика названа в честь Карла Фрідріха Гаусса, який показав, що оптична система може характеризуватися множиною кардинальних точок, які дозволяють розрахувати її оптичні властивості.